# انزو تروسرو
آنسو تروسرو (اسپانیایی: Enzo Trossero‎؛ زادهٔ ۲۳ مهٔ ۱۹۵۳) بازیکن سابق و مربی فوتبال اهل آرژانتین است.
از باشگاه‌هایی که در آن بازی کرده‌است می‌توان به باشگاه فوتبال ایندپندینته، باشگاه فوتبال استودیانتس، باشگاه فوتبال نانت، و باشگاه فوتبال سیون اشاره کرد.
وی همچنین در تیم ملی فوتبال آرژانتین بازی کرده‌است.